# باول غريفيثز (لاعب كريكت)
باول غريفيثز (26 أبريل 1979 في المملكة المتحدة - )  (بالإنجليزية: Paul Griffiths)‏ هو لاعب كريكت بريطاني. لعب مع Warwickshire Cricket Board ‏.